# 1014
1014 (MXIV) fue un año común comenzado en viernes del calendario juliano.

## Acontecimientos
- En julio, Jairán (f. 1028) se convierte en el primer rey de la taifa de Almería (en la actual España).
- 28 de septiembre: en los Países Bajos se rompe por primera vez la línea de la costa. La crónica de la abadía de Quedlinburg (en el centro de Alemania) informa que murieron miles de personas. Los mayores daños se registran en la isla de Walcheren. Pasarán varios años hasta que los habitantes consigan recuperar sus vidas.
- Junto al río Estruma, el emperador bizantino Basilio II vence a los búlgaros.
- En Galicia (noroeste de la actual España), los normandos católicos al mando de Olaf II el Santo invaden el río Miño.
- En la batalla de Clontarf (Irlanda), los noruegos, que intentaban conquistar ese país, son vencidos por los soldados del rey Brian Boru (que muere en batalla).

## Nacimientos
- Abu Abdullah al-Bakri, historiador hispanoárabe.
- Eystein Orre, caudillo vikingo de Noruega.

## Fallecimientos
- 7 de mayo, Bagrat III de Georgia, rey de Abjasia y Georgia.
- Brian Boru, rey irlandés.
- Hemming Strut-Haraldsson, mercenario vikingo.
- 6 de octubre, Samuel de Bulgaria, emperador (Zar) del Primer Imperio Búlgaro.
- 23 de abril, Sigurd el Fuerte, caudillo vikingo y jarl de las Orcadas y Caithness.
- Svend I de Dinamarca, rey de Dinamarca, Inglaterra y Noruega.
- 11 de noviembre, Werner de la Marca del Norte, Margrave de la Marca del Norte.
- Wulfnoth Cild, noble anglosajón y Thane del sur de Sussex.